# DJ Premier
Christopher Martin o DJ Premier (Houston, Texas; 21 de marzo de 1966), en sus orígenes Wax-Master C y también conocido como «Primo» o «Preme», es un rapero, productor y DJ de hip-hop. Es considerado uno de los mejores productores de Hip Hop, y uno de los pioneros de la era dorada del rap.

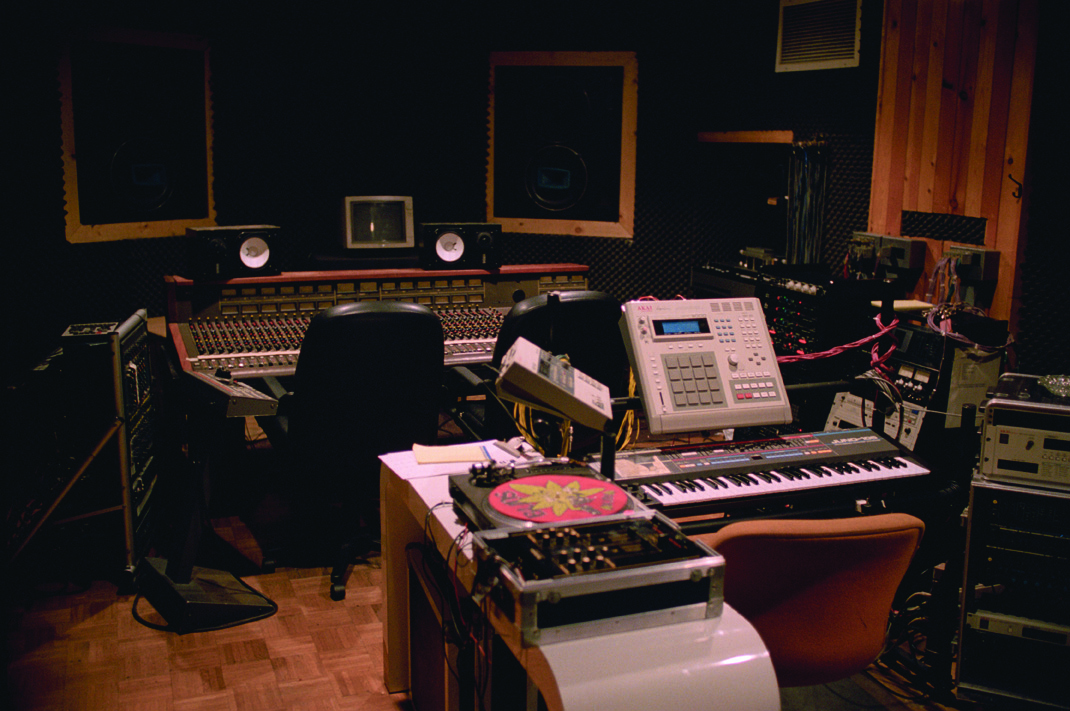
Premios place at D&D 2000.

## Biografía
DJ Premier es una leyenda en el mundo del hip hop. Originario de Houston (Texas) y tras haber pasado sus estudios de informática en la Universidad de Texas Prairie View, DJ Premier se ha dedicado a la parte instrumental de una canción, para muchos de los raperos, principalmente de Nueva York, es la fuente de los ritmos más legendarios de la Costa Este.
Comenzó como DJ de Gangstarr junto a Guru. Desde el 86 ha producido tanto para su grupo como para otros MC's desde Jeru The Damaja pasando por Notorious B.I.G., Rakim, Big L hasta Nas y Jay-Z. También ha realizado producciones para artistas pop como Christina Aguilera.

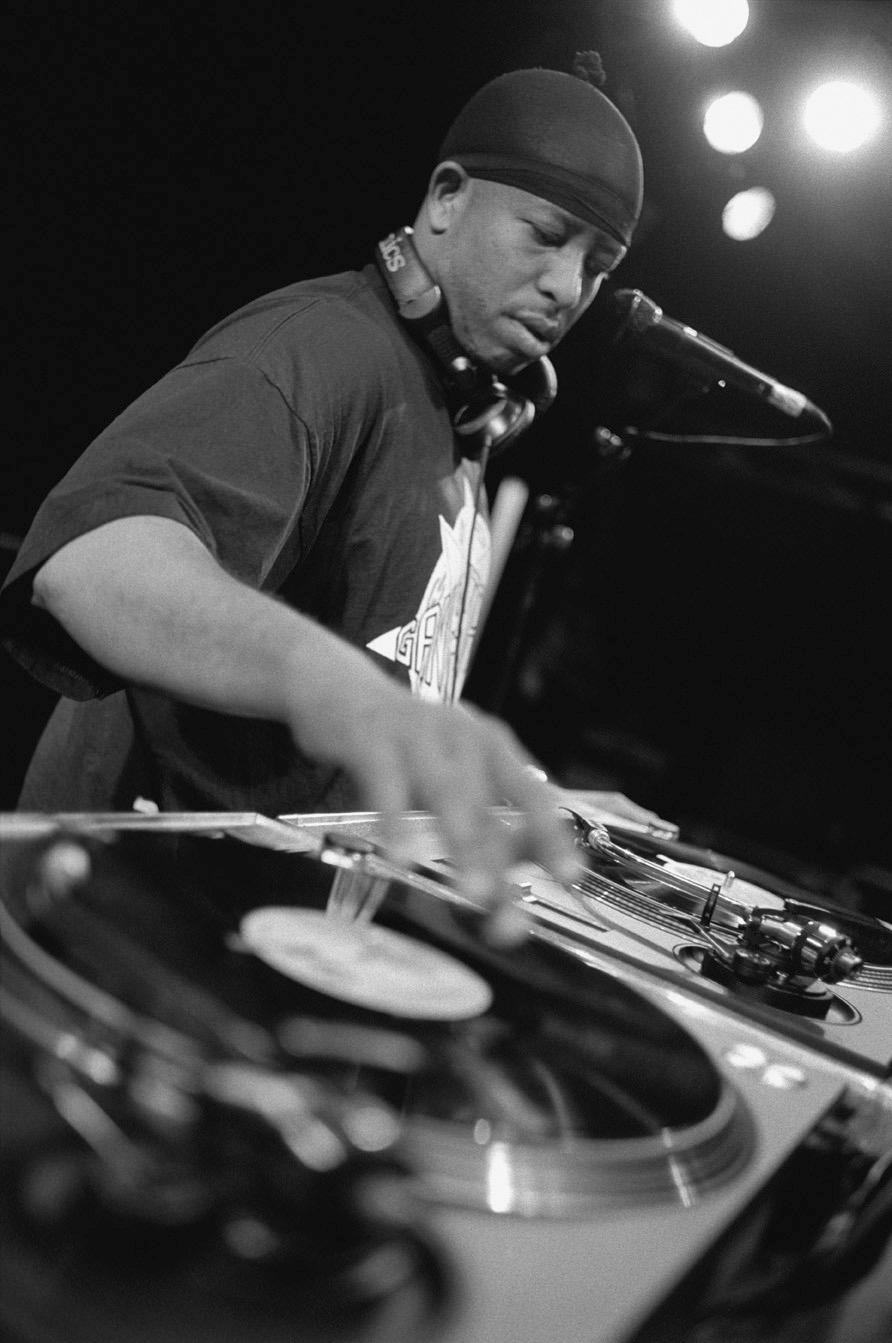
Hamburgo/Alemania 1999

DJ Premier se distingue por sus producciones magistrales de sonido tan simple como eficaz, todos llevan un sello inconfundible, y técnicas relativamente básicas, pero realmente sin problema para aquellos que la aprecian. Esa es la fuerza y originalidad de «Primo»: Crear un sonido increíble con base rítmica, y parecer que va a generar una identidad única en cada pieza, mientras tiene el objetivo de convertirse en un rapero en particular. De hecho, muchos artistas de canciones de rap le hacen encargos a él exclusivamente, a sabiendas de que detrás de su producción, el éxito será casi automático entre el público. Tiene muestras de maravilla, sobre todo de los grandes del jazz, De La Soul, como Nina Simone, Otis Redding o Wilson Pickett, es una apuesta segura en términos de gusto para las personas con quienes trabaja.
Junto a sus numerosas producciones, DJ Premier en 2003 compró los estudios más míticos de Nueva York, D & D, donde se registraron álbumes de rap más prestigiosos. El lugar es considerado sucio, viejo, mal climatizado, pequeño e incómodo, pero por sí solo representa toda una época para los grandes raperos que han pasado de Nas a Biggie Smalls.

## Álbumes
SAMPLES
- DJ Premier - The Premo Collection (1999)
- DJ Premier and Mr. Thing - The Kings of Hip-Hop (2005)
- DJ Premier - Originals (2009)

INSTRUMENTALS
- DJ Premier - Beats 2 Blaze Mics To (2001)
- DJ Premier - Time 2 Chill Vol. 1 (2001)
- DJ LRM - Instrumental World Vol. 39. (DJ Premier Edition) (2007)

BEATS
- DJ Premier - Rough Beats and Loops Vol. 2 (1998)
- DJ Premier - Beats That Collected Dust Vol. 1 (2008)
- DJ Premier Presents Planet of the Beats Vol. 1 (?YEAR?)

MIXTAPES
- DJ Premier - Crooklyn Cuts (Volume III Tape A) (1996)
- DJ Premier - Crooklyn Cuts (Volume III Tape B) (1996)
- DJ Premier - Crooklyn Cuts (Volume III Tape C) (1997)
- DJ Premier - Crooklyn Cuts (Volume III Tape D) (1997)
- DJ Premier - Crooklyn Cuts #4 (2008)
- DJ Premier - Haze Presents New York Reality Check 101 (1998)
- DJ Premier - Prime Cuts Vol. 1 (2003)
- DJ Premier - Golden Years 1989-1998 (2003)
- DJ Premier - Golden Years Reloaded (2004)
- DJ Premier - Golden Years Returns (2004)
- DJ Premier - Step Ya Game Up (2004)
- DJ Premier - Step Ya Game Up Vol. 2 (2005)
- DJ Premier - Holiday Hell (2005)
- DJ Premier - Checc Ya Mail (2005)
- DJ Premier - No Talent Required (2006)
- DJ Premier - God Vs Tha Devil (2006)
- DJ Premier - Re-Program (2007)
- DJ Premier - Outside Lookin In (2007)
- DJ Premier - Inside Lookin Out (2007)
- DJ Premier Salutes James Brown - The Foundation Of Hip-Hop (2007)
- DJ Premier - Time 4 Change (2008)
- DJ Premier - Rare Play Volume One (2008)
- DJ Premier - Rare Play Volume II (2009)
- DJ Premier - Rare Play 20th Anniversary (2009)
- DJ Premier - WBLS Thunderstorm Vol. 1 (2009)
- DJ Premier - WBLS Thunderstorm Vol. 2 (2009)
- DJ Premier - WBLS Thunderstorm Vol. 3 (2009)
- DJ Premier - WBLS Thunderstorm Vol. 4 (2009)
- DJ Premier - WBLS Thunderstorm Vol. 5 (2009)
- DJ Premier - WBLS Thunderstorm Vol.6 (2009)
- DJ Premier - On Tha Road Again (2009)

## Discos Gang Starr
- 1989 : No More Mr. Nice Guy, (Wild Pitch Records)
- 1991 : Step in The Arena, (Chrysalis Records)
- 1992 : Daily Operation, (Chrysalis Records / Emi )
- 1994 : Hard To Earn, (Chrysalis Records / Emi )
- 1998 : Moment Of Truth, (Noo Trybe Records / Virgin)
- 1999 : Full Clip : A Decade Of Gang Starr (Noo Trybe Records / Virgin)
- 2003 : The Ownerz, (Virgin)

## Producciones
- 8 Mile (OST)
- Afu-Ra - "Body of the Life Force", "Life Force Radio"
- BDP -"Criminal Minded"
- Belly (OST)
- Big L -"The Big Picture"
- Big Shug -"Who's Hard?"
- Blade (OST) - "1/2 & 1/2 (feat. M.O.P.)"
- Blaq Poet -"Poet Has Come"
- Brand Nubian -"Foundation"
- Buckshot LeFonque -"Buckshot LeFonque", "Music Evolution"
- Capone-N-Noreaga - "The Reunion"
- Caught Up - Gang Starr "Work"
- Charlie Baltimore -"Cold as Ice"
- Christina Aguilera - "Back In The Day", "Ain't No Other Man", "Still Dirrty", "Thank You"
- Common -"Like Water For Chocolate"
- Craig David -"Seven Days Remix"
- D'Angelo - "Lady Remix"
- Da Undaground Sound:east Side Vol. 1
- Das EFX - "Hold It Down"
- Dilated Peoples - "Expansion Team"
- Dynamic Duo - "AEAO"
- Erick Sermon -"I'm that n***a"
- Fat Joe - "Don Cartagena", "The Shit Is Real Remix"
- Feid - "SIXDO - EP"
- Freddie Foxxx -"Industry Shakedown", "The Konexion"
- Funkmaster Flex - "60 mins of Funk Volume 3" (Various Artits)
- Group Home - "Livin' Proof"
- Guru - "Jazzmatazz" Vol. 1, Vol. 2 : The New Reality , Vol. 3 : street soul
- Ill Bill - "World Premier"
- J-Live -"The Best Part"
- Jay-Z -"Reasonable Doubt", " In My lifetime, vol. 1"
- Jeru The Damaja - "The Sun Rises in the East ","Wrath of the Math", "Divine Design"
- Kool G Rap - "First Nigga Remix"
- KRS-One - "Krs-One", "Return of the Boom Bap"
- La Coka Nostra - "Mind your Business"
- Lady Of Rage- "Necessary Roughness"
- Trespass (Ost) - "Gotta Get Over (Taking Loot)"
- Lord Finesse & Dj mike smooth - "Funky Technician"
- Ludacris -"MVP"
- M.O.P. - "Firing Squad", "First Family 4 Life"
- MC Solaar - "Qui sème le vent récolte le tempo"
- Mos Def - "Black on Both Sides"
- Nas - "Illmatic", "Stillmatic"
- Neneh Cherry - "Homebrew"
- Notorious BIG - "Born Again", "Ready To Die", "Life After Death"
- NYG'z -"Welcome 2 G-Dom"
- Rakim - "The 18th Letter/Book of Life"
- Royce Da 5'9" -"Rock City ", "Death Is Certain"
- Screwball -"Y2K"
- Showbiz & AG -"Good Fellas"
- Shyheim - "On And On Remix"
- Soul in the Hole (OST) -"Against The Grain" - Sauce Money
- This Or That (Various Artists)
- Training Day (OST)
- Wendy & Lisa -"Fruit at the Bottom"
- White men Can't Rap (Various Artists) - "Now You're Mine"
- Wild Pitch Classics (Various Artists)
- Shinobis - "Context"
- Trueno (rapero) - "344"